# Jaume Munar
Jaume Antoni Munar Clar (født 5. maj 1997 i Santañí, Spanien) er en professionel tennisspiller fra Spanien.